# MEAF6
MEAF6 (англ. MYST/Esa1 associated factor 6) – білок, який кодується однойменним геном, розташованим у людей на короткому плечі 1-ї хромосоми.  Довжина поліпептидного ланцюга білка становить 191 амінокислот, а молекулярна маса — 21 635.
| 10         |  | 20         |  | 30         |  | 40         |  | 50         |
| ---------- |  | ---------- |  | ---------- |  | ---------- |  | ---------- |
| MAMHNKAAPP |  | QIPDTRRELA |  | ELVKRKQELA |  | ETLANLERQI |  | YAFEGSYLED |
| TQMYGNIIRG |  | WDRYLTNQKN |  | SNSKNDRRNR |  | KFKEAERLFS |  | KSSVTSAAAV |
| SALAGVQDQL |  | IEKREPGSGT |  | ESDTSPDFHN |  | QENEPSQEDP |  | EDLDGSVQGV |
| KPQKAASSTS |  | SGSHHSSHKK |  | RKNKNRHRID |  | LKLNKKPRAD |  | Y          |

A: Аланін

D: Аспарагінова кислота

E: Глутамінова кислота

F: Фенілаланін

G: Гліцин

H: Гістидин

I: Ізолейцин

K: Лізин

L: Лейцин

M: Метіонін

N: Аспарагін

P: Пролін

Q: Глутамін

R: Аргінін

S: Серин

T: Треонін

V: Валін

W: Триптофан

Кодований геном білок за функціями належить до активаторів, регуляторів хроматину, фосфопротеїнів. 
Задіяний у таких біологічних процесах як транскрипція, регуляція транскрипції, ацетиляція, альтернативний сплайсинг. 
Локалізований у ядрі, хромосомах, центромерах, кінетохорі.